# Tellervo neomelissa
Tellervo neomelissa är en fjärilsart som beskrevs av Felix Bryk 1937. Tellervo neomelissa ingår i släktet Tellervo och familjen praktfjärilar. Inga underarter finns listade i Catalogue of Life.